# Radłów
Radłów [ˈradwuf] ist eine Stadt in Polen in der Wojewodschaft Kleinpolen. Sie ist Sitz der gleichnamigen Stadt-und-Land-Gemeinde im Powiat Tarnowski.

## Geschichte
Die erste urkundliche Erwähnung des heutigen Radłów stammt aus dem Jahr 1080, in welchem die Pfarrgemeinde erwähnt wurde. Die zweite urkundliche Erwähnung stammt aus dem Jahr 1236 als der Krakauer Bischof Wisław den Ort besuchte. Beim Einfall der Mongolen im Jahr 1241 wurde die Kirche niedergebrannt und die Einwohner flohen aus ihren Häusern. Ob der Ort anschließend wüst lag oder bewohnt war, ist unbekannt. Erst vom 14. Jahrhundert gibt es wieder Nachweise des Bestehens von Radłów. So wurde 1337 eine neue Kirche errichtet. Beim Zweiten Nordischen Krieg 1655 bis 1660 kommt es zu Gefechten in der Gegend Radłów und Teile des Ortes brennen nieder. Bei der Ersten Teilung Polens im Jahr 1772 wurde der Ort Teil Österreichs. Nach dem Ersten Weltkrieg wurde das Dorf Teil des wiederentstandenen Polens. Zu Beginn des Zweiten Weltkrieges besetzte die deutsche Wehrmacht am 7./8. September 1939 die Gegend. Am Ende des Krieges wurde die Gegend von der Roten Armee eingenommen. Der Ort wurde Teil der Volksrepublik Polen. Zum 1. Januar 2010 wurde das Dorf Radłów zur Stadt ernannt.

## Kultur und Sehenswürdigkeiten

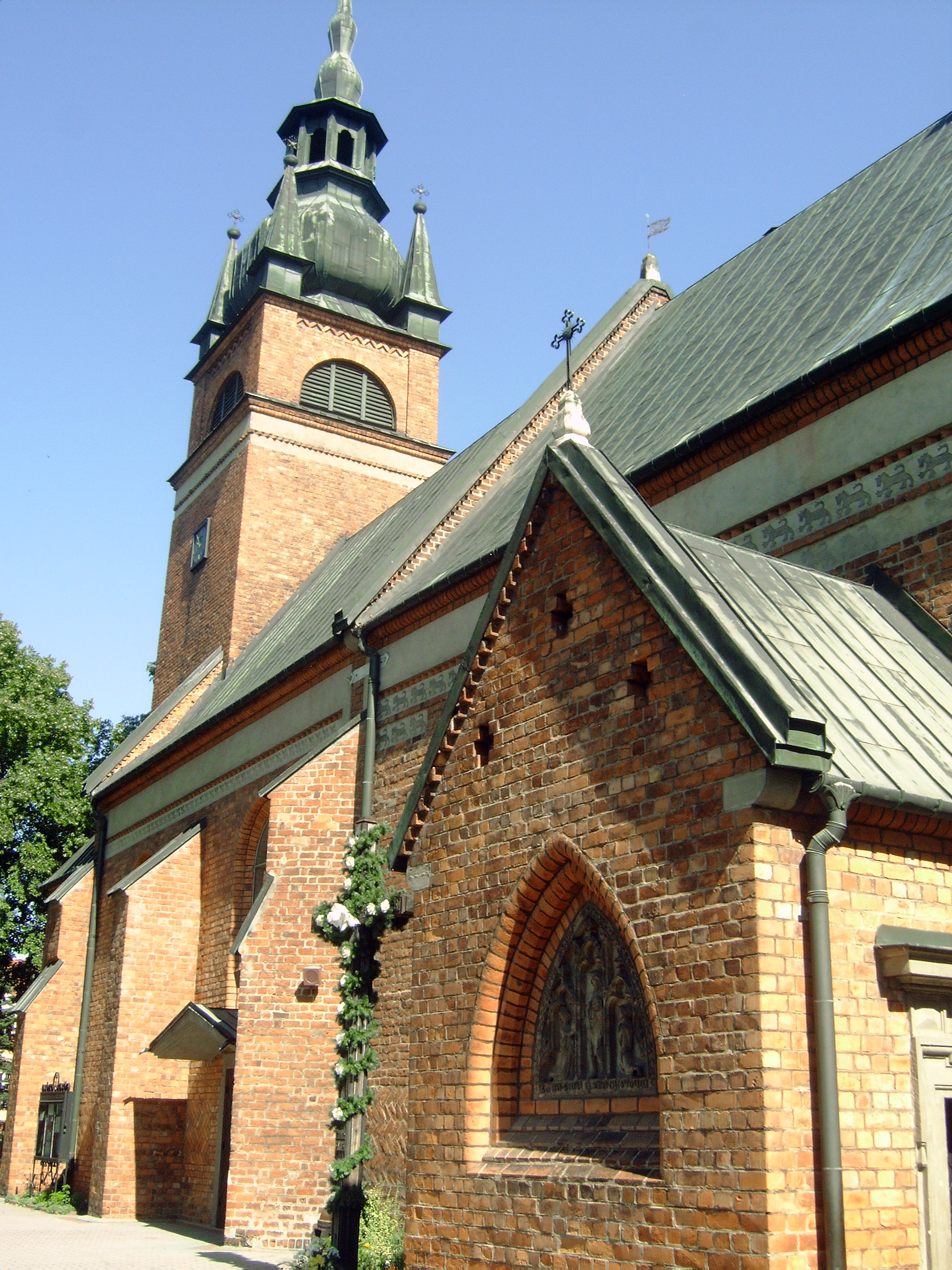
Die Kirche in Radłów

Das älteste erhaltene Bauwerk des Ortes ist die Kirche deren Geschichte bis in das Jahr 1337 zurückgeht. Die heutige Form stammt allerdings aus dem Umbau in den Jahren 1643–1645. Während des Ersten Weltkrieges wurde die Kirche zerstört und anschließend wieder aufgebaut und ein Glockenturm hinzugefügt.
Ein weiteres sehenswertes Gebäude ist der Palast, welcher in seiner heutigen Form im Jahr 1830 errichtet wurde.

## Gemeinde
Die Stadt-und-Land-Gemeinde (gmina miejsko-wieska) Radłów hat eine Fläche von 86,02 km², auf welcher etwa 10.000 Menschen leben. Zur Gemeinde gehören die Schulzenämter Biskupice Radłowskie, Brzeźnica, Glów, Łęka Siedlecka, Marcinkowice, Niwka, Przybysławice, Sanoka, Siedlec, Wał-Ruda, Wola Radłowska, Zabawa und Zdrochec.

## Wirtschaft und Infrastruktur
Durch die Stadt führt die Wojewodschaftsstraße 975 (droga wojewódzka 975). Im Norden endet sie nach vier Kilometern in Biskupice Radłowskie. In südlicher Richtung führt sie nach 14 Kilometern durch Wojnicz und kreuzt dabei die Landesstraße 4 (droga krajowa 4), die zugleich die Europastraße 40 bildet.
Der nächste internationale Flughafen ist der 75 Kilometer westlich gelegene Flughafen Johannes Paul II. Krakau-Balice.

## Persönlichkeiten

### Söhne und Töchter der Stadt
- Richard Buchta (1845–1894), österreichischer Afrikaforscher
- Jan Adrian Łata (* 1944), Theologe und Religionsphilosoph
- Andrzej Seremet (* 1959), ab 31. März 2010 Generalstaatsanwalt Polens

### Ehrenbürger von Radłów
- Józef Kowalczyk (* 1938), polnischer Geistlicher, ehemaliger Diplomat des Heiligen Stuhls, emeritierter Erzbischof von Gnesen, emeritierter Primas von Polen
- Franciszek Ziejka (1940–2020), Professor für Philologie, Rektor der Jagiellonen-Universität
- Andrzej Seremet (* 1959), Jurist, Generalstaatsanwalt[4]

### Weitere Persönlichkeiten, die mit der Stadt in Verbindung stehen
- Rudolf Moroder (1877–1914), Südtiroler Bildhauer, liegt hier begraben.